# Anthaxia baudoni
Anthaxia baudoni es una especie de escarabajo del género Anthaxia, familia Buprestidae. Fue descrita científicamente por Herman en 1966.